# Vyšší archieparchie Trivandrum
Vyšší archieparchie Trivandrum (latinsky Archieparchia Trivandrensis Syrorum Malankarensium) je vyšší archieparchie vyšší Syrsko-malankarské katolické církve v Indii. Katedrálou je kostel P. Marie v Tiruvanantapuramu (Trivandrumu). Je centrem církevní provincie trivandrumské, jejími sufragánními eparchiemi jsou Eparchie Marthandom, Eparchie Mavelikara, Eparchie Pathanamthitta a Apoštolský exarchát sv. Efréma v Khadki . 

## Stručná historie
V roce 1932 byl založen trivandrumský ordinariát pro katolické věřící syro-malankarského ritu, který byl ještě téhož roku povýšen na archieparchii. V roce 2005 byla Syrsko-malankarská katolická církev povýšena na vyšší arcibiskupskou a archieparchie se stala sídlení eparchií vyššího arcibiskupa.